# 25. Internationale Sechstagefahrt
Die 25. Internationale Sechstagefahrt war ein Motorrad-Geländesportwettbewerb, der vom 18. bis 23. September 1950 im walisischen Llandrindod Wells sowie der näheren Umgebung stattfand. Die Nationalmannschaften Großbritanniens gewannen zum insgesamt vierzehnten und gleichzeitig dritten Mal in Folge die World Trophy sowie zum zehnten Mal die Silbervase.

## Wettkampf

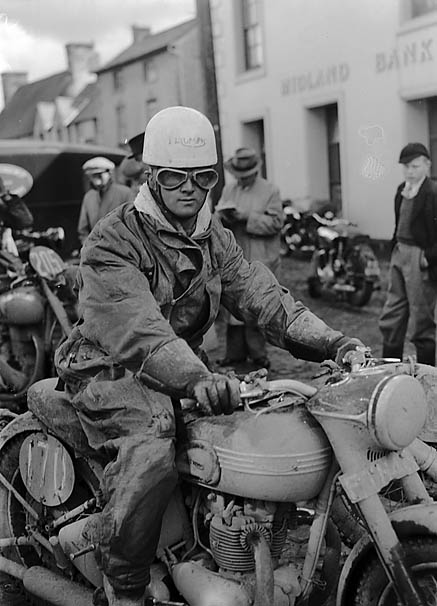
Der Brite T. M. Tun auf seiner Triumph 650 cm³

### Organisation
Die Veranstaltung fand bereits zum fünften Mal in Llandrindod Wells statt, nachdem bereits die 15. (1933), 19. (1937), 20. (1938) und 24. Internationale Sechstagefahrt (1949) hier ausgetragen wurden.
Für den Wettkampf waren 232 Fahrer von zehn Motorsportverbänden der FIM gemeldet. Um die Trophy fuhren Mannschaften aus drei Nationen. Zudem waren acht Silbervasenmannschaften am Start.
Deutsche Fahrer und Mannschaften waren nicht am Start. Österreich nahm an der World Trophy teil.

### 1. Tag
Von den 232 gemeldeten Fahrern nahmen 213 den Wettkampf auf.
Die erste Tagesetappe führte über 245,5 mi (395 km)zuerst nach Norden, danach in den Süden und zurück zum Ausgangspunkt.
In der World Trophy führte die Mannschaft Großbritanniens vor Österreichs und Italien. Österreich hatte bereits einen Fahrerausfall, die italienische Mannschaft hatte zwei Ausfälle.

### 2. Tag
Die zweite Etappe gliederte sich in eine Fahrt bei Tag über 212,5 mi (342 km) sowie eine Nachtfahrt über 89 mi (143 km) zu fahren.
In der World Trophy führte die Mannschaft Großbritanniens vor Österreichs und Italien. In der italienischen Mannschaft schieden zwei weitere Fahrer aus, somit verblieb nur ein Fahrer.

### 3. Tag
Am dritten Tag wurde die Strecke bei Tageslicht des Vortags in entgegengesetzter Richtung gefahren.
In der World Trophy führte die Mannschaft Großbritanniens vor Österreichs und Italien.

### 4. Tag
Die vierte Tagesetappe war 249 mi (401 km) lang und verlief komplett nördlich von Llandrindod Wells.
In der World Trophy führte die Mannschaft Großbritanniens vor Österreichs und Italien. Die österreichische Mannschaft hatte einen zweiten Fahrerausfall zu Buche stehen, von der italienischen Mannschaft war am Ende des Tages keiner mehr im Rennen.

### 5. Tag
Die Strecke war identisch des Vortags und war in entgegengesetzter Richtung zu absolvieren.
In der World Trophy führte unverändert die Mannschaft Großbritanniens vor Österreich und der Mannschaft Italiens.

### 6. Tag
Am letzten Tag wurde eine kurze Etappe über 48 mi (77 km) nach Eppynt gefahren, wo das Abschlussrennen (Geschwindigkeitstest) stattfand.
Von 231 am ersten Tag gestarteten Fahrern erreichten 81 das Ziel.

## Endergebnisse

### World Trophy
| Platz | Team                   | Punkte |
| ----- | ---------------------- | ------ |
| 1.    | Vereinigtes Königreich | 0      |
| 2.    | Österreich             | 1224   |
| 3.    | Italien                | 2582   |

### Silbervase
| Platz | Team                                  | Punkte |
| ----- | ------------------------------------- | ------ |
| 1.    | Vereinigtes Königreich (A-Mannschaft) | 0      |
| 2.    | Niederlande (A-Mannschaft)            | 300    |
| 3.    | Schweden                              | 307    |
| 4.    | Vereinigtes Königreich (B-Mannschaft) | 600    |
| 5.    | Irland                                | 773    |
| 6.    | Niederlande (B-Mannschaft)            | 904    |
| 7.    | Italien (A-Mannschaft)                | 1415   |
| 8.    | Italien (B-Mannschaft)                | 1800   |

## Einzelwertung
Von den 81 Fahrern im Ziel erhielten 38 Gold-, 16 Silber- und 12 Bronzemedaillen.